# Ricki Herbert

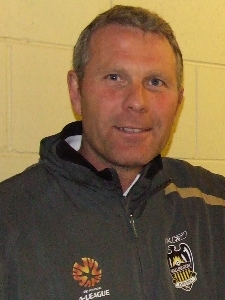
Ricki Herbert

Richard ("Ricki") Lloyd Herbert (Auckland, 10 april 1961) is een voormalig Nieuw-Zeelands voetballer, die sinds 2005 bondscoach is van Nieuw-Zeeland en trainer van de enige Nieuw-Zeelandse profclub, die uitkomt in de Australische A-league: Wellington Phoenix.
Nieuw-Zeeland heeft twee keer aan het wereldkampioenschap voetbal deelgenomen; in 1982 in Spanje speelde Herbert mee als voetballer en in 2010 in Zuid-Afrika was hij bondscoach. Hij heeft 61 wedstrijden voor het Nieuw-Zeelands elftal gespeeld, en zeven keer gescoord voor de nationale ploeg.
Herbert heeft als profvoetballer bij de volgende clubs gespeeld:
Mt Wellington AFC;
Nelson United;
Mt Wellington AFC;
Sydney Olympic FC;
Auckland University AFC;
Wolverhampton Wanderers;
Mt Wellington AFC.
Herbert is bondscoach sinds 2005, toen hij aantrad als opvolger van de Engelsman Mick Waitt. In het seizoen 2006/07 was hij coach van New Zealand Knights, die na dat seizoen werden opgeheven en vervangen door Wellington Phoenix, waarvan hij nog steeds coach is.